# Уїлсон Педруцці де Олівейра
Уїлсон Педруцці де Олівейра (порт. Uilson, нар. 28 квітня 1994, Нанукуе) — бразильський футболіст, воротар клубу «Атлетіко Мінейру».
Виступав, зокрема, за клуб «Атлетіко Мінейру», а також олімпійську збірну Бразилії.
Переможець Рекопи Південної Америки. Володар Кубка Бразилії. У складі збірної — олімпійський чемпіон. 

## Клубна кар'єра
Народився 28 квітня 1994 року в місті Нанукуе. У 11-річному віці приєднався до юнацькій команді клубу «Атлетіко Мінейру» з Белу-Оризонті, перед цим нетривалий період займався в школі клубу «Америка Мінейру» з того ж міста.
З 2014 року залучається до основного складу «Атлетіко Мінейру». Перший матч на професійному рівні зіграв 25 жовтня 2014 року в грі Серії А проти «Спорт Ресіфі», вийшовши на заміну на 54-ій хвилині після видалення основного воротаря свого клубу Віктора. 7 грудня 2014 року вперше вийшов у стартовому складі в матчі проти «Ботафого», в цій грі зберіг ворота в недоторканності (0:0). У сезоні 2014 року став володарем Кубку Бразилії, але в матчах кубкового турніру залишався на лавці запасних.
У наступному сезоні не виходив на поле у складі клубу в офіційних матчах. У 2016 році зіграв три матчі в чемпіонаті штату і виграв чемпіонський титул. 7 квітня 2016 роки зіграв свій перший матч у Кубку Лібертадорес проти «Індепендьєнте дель Вальє»

## Виступи за збірні
У 2011 році викликався до юнацької збірної Бразилії (до 17 років), в її складі став чемпіоном Південної Америки серед ровесників, на турнірі зіграв два матчі - проти Венесуели і Чилі. У тому ж році брав участь у фінальній стадії чемпіонату світу серед 17-річних, але на поле не виходив.
У 2015 році дебютував в олімпійській збірній Бразилії в товариському матчі проти команди США. На молодіжному рівні зіграв у 2 офіційних матчах, пропустив 1 гол.
У 2016 році включений до складу олімпійської збірної Бразилії для участі в домашніх Олімпійських іграх, що проходили в Ріо-де-Жанейро і де бразильські футболісти здобули «золото».

## Статистика виступів

### Клубна
Станом на 7 квітня 2016 року.
| Сезон                     | Команда                   | Чемпіонат                 | Чемпіонат | Чемпіонат | Нац. кубок | Нац. кубок | Нац. кубок | Конт. кубок | Конт. кубок | Конт. кубок | Ін. кубки | Ін. кубки | Ін. кубки | Загалом | Загалом | Загалом |
| Сезон                     | Команда                   | Змаг.                     | Матчі     | Голи      | Змаг.      | Матчі      | Голи       | Змаг.       | Матчі       | Голи        | Змаг.     | Матчі     | Голи      | Матчі   | Голи    |         |
| ------------------------- | ------------------------- | ------------------------- | --------- | --------- | ---------- | ---------- | ---------- | ----------- | ----------- | ----------- | --------- | --------- | --------- | ------- | ------- | ------- |
| 2014                      | Атлетіко Мінейру          | A+МІ                      | 2+0       | -2+-0     | КБ         | 0          | -0         | КЛ          | 0           | -0          | ПК        | 0         | -0        | 2       | -2      |         |
| 2015                      | Атлетіко Мінейру          | A+МІ                      | 0+0       | -0+-0     | КБ         | 0          | -0         | КЛ          | 0           | -0          | -         | -         | -         | 0       | -0      |         |
| 2016                      | Атлетіко Мінейру          | A+МІ                      | 1+3       | -0+-3     | КБ         | 0          | -0         | КЛ          | 1           | -3          | -         | -         | -         | 5       | -6      |         |
| Усього в Атлетіко Мінейру | Усього в Атлетіко Мінейру | Усього в Атлетіко Мінейру | 6         | -5        | -          | 0          | -0         | -           | 1           | -3          | -         | 0         | -0        | 7       | -8      |         |
| Усього за кар'єру         | Усього за кар'єру         | Усього за кар'єру         | 6         | -5        | -          | 0          | -0         | -           | 1           | -3          | -         | 0         | -0        | 7       | -8      |         |

## Досягнення
- Кубок Бразилії («Атлетіко Мінейро»):
  -  Володар (1): 2014

- Ліга Мінейро («Атлетіко Мінейро»):
  -  Чемпіон (2): 2015, 2016

- Рекопи Південної Америки («Атлетіко Мінейро»):
  -  Володар (1): 2014

- Олімпійський чемпіон
  -  Чемпіон (1): 2016

- Чемпіон Південної Америки (U-17): 2011